# 황교안 권한대행 정부
황교안 권한대행 정부 또는 황교안 임시 체제는 2016년 12월 9일부터 2017년 5월 10일까지 존재했던 대한민국 제6공화국의 임시 정부이며, 총리 황교안이 궐위 중이던 대한민국의 대통령 권한대행을 하였다. 2016년 12월 9일 대통령 박근혜가 직무정지되면서 성립되었다.
2016년 12월 9일부터 대통령 박근혜가 헌법재판소에서 파면되는 2017년 3월 10일까지의 1기와, 2017년 3월 10일 박근혜 대통령 파면선고 이후 5월 10일 후임 대통령 문재인 취임 전까지의 2기로 나뉜다. 대통령 권한대행은 내각구성권이 없기 때문에 변동은 없고, 내각 인사는 박근혜가 임명한 인사 그대로 유지되었다. 이후 내각이 그대로 문재인 정부에 이양된다.

## 내각 구성원 명단
- 기울임 글씨 : (직무대행)

| 직책                                                                       | 성명   | 임기                                                    |
| -------------------------------------------------------------------------- | ------ | ------------------------------------------------------- |
| 대통령                                                                     | 박근혜 | 2016년 12월 9일(직무정지 시작) ~ 2017년 3월 10일 (파면) |
| 대통령                                                                     | 황교안 | 2016년 12월 9일 ~ 2017년 5월 10일 (직무대행)            |
| 국무총리                                                                   | 황교안 | 2015년 6월 18일 ~ 2017년 5월 10일                       |
| 국무위원                                                                   |        |                                                         |
| 부총리 겸 기획재정부 장관                                                  | 유일호 | 2016년 1월 13일 ~ 2017년 6월 8일                        |
| 교육부 장관 (~ 2014년 11월 19일)부총리 겸 교육부 장관 (2014년 11월 19일 ~) | 이준식 | 2016년 1월 13일 ~ 2017년 7월 4일                        |
| 외교부 장관                                                                | 윤병세 | 2013년 3월 13일 ~ 2017년 6월 18일                       |
| 통일부 장관                                                                | 홍용표 | 2015년 3월 16일 ~ 2017년 7월 2일                        |
| 법무부 장관                                                                | 이창재 | 2016년 11월 29일 ~ 2017년 5월 21일                      |
| 국방부 장관                                                                | 한민구 | 2014년 6월 30일 ~ 2017년 7월 13일                       |
| 행정자치부 장관                                                            | 홍윤식 | 2016년 1월 13일 ~ 2017년 6월 15일                       |
| 문화체육관광부 장관                                                        | 조윤선 | 2016년 9월 5일 ~ 2017년 1월 21일                        |
| 문화체육관광부 장관                                                        | 송수근 | 2017년 1월 22일 ~ 2017년 6월 6일 (직무대행)             |
| 농림축산식품부 장관                                                        | 김재수 | 2016년 9월 5일 ~ 2017년 7월 2일                         |
| 산업통상자원부 장관                                                        | 주형환 | 2016년 1월 13일 ~ 2017년 7월 21일                       |
| 보건복지부 장관-                                                           | 정진엽 | 2015년 8월 27일 ~ 2017년 7월 21일                       |
| 환경부 장관                                                                | 조경규 | 2016년 9월 5일 ~ 2017년 7월 3일                         |
| 고용노동부 장관                                                            | 이기권 | 2014년 7월 16일 ~ 2017년 7월 25일                       |
| 여성가족부 장관                                                            | 강은희 | 2016년 1월 13일 ~ 2017년 7월 6일                        |
| 국토교통부 장관                                                            | 강호인 | 2015년 11월 11일 ~ 2017년 6월 21일                      |
| 해양수산부 장관                                                            | 김영석 | 2015년 11월 11일 ~ 2017년 6월 15일                      |
| 국민안전처 장관                                                            | 박인용 | 2014년 11월 19일 ~ 2017년 7월 25일                      |
| 기타 장관급 중앙행정기관장                                                 |        |                                                         |
| 국가정보원장                                                               | 이병호 | 2015년 3월 18일 ~ 2017년 5월 31일                       |
| 대통령비서실장                                                             | 한광옥 | 2016년 11월 3일 ~ 2017년 5월 9일                        |
| 국가안보실장                                                               | 김관진 | 2014년 6월 1일 ~ 2017년 5월 21일                        |
| 대통령경호실장                                                             | 박흥렬 | 2013년 2월 25일 ~ 2017년 5월 9일                        |
| 국무조정실장                                                               | 이석준 | 2016년 1월 18일 ~ 2017년 5월 10일                       |
| 검찰총장                                                                   | 김수남 | 2015년 12월 2일 ~ 2017년 5월 12일                       |
| 방송통신위원회 위원장                                                      | 최성준 | 2014년 4월 8일 ~ 2017년 4월 7일                         |
| 방송통신위원회 위원장                                                      | 고삼석 | 2017년 4월 8일 ~ 2017년 6월 8일 (직무대행)              |
| 공정거래위원회 위원장                                                      | 정재찬 | 2014년 12월 8일 ~ 2017년 6월 13일                       |
| 금융위원회 위원장                                                          | 임종룡 | 2015년 3월 17일 ~ 2017년 7월 18일                       |
| 국민권익위원회 위원장                                                      | 성영훈 | 2015년 12월 11일 ~ 2017년 6월 28일                      |

## 같이 보기
- 황교안
- 박근혜 정부
- 박근혜 대통령 탄핵